# ليز ستوري
ليز ستوري (بالإنجليزية: Liz Story)‏ هي عازفة جاز وعازفة بيانو أمريكية، ولدت في 28 أكتوبر 1956 في سان دييغو في الولايات المتحدة.

## وصلات خارجية
- الموقع الرسمي
- ليز ستوري على موقع ميوزك برينز (الإنجليزية)
- ليز ستوري على موقع أول ميوزيك (الإنجليزية)
- ليز ستوري على موقع ديسكوغز (الإنجليزية)